# Figueira da Foz
Figueira da Foz (fi'gɐiɾɐ dɐ fɔʃ) è un comune portoghese di 62 601 abitanti situato nel distretto di Coimbra.
Cittadina della regione delle Beiras, è una città portuale e un importante centro di turismo balneare alla foce del fiume Mondego con, alle spalle, il verde promontorio della Serra da Boa Viagem.

## Storia
Reperti archeologici raccolti nel Museu Municipal Santos Rocha, intitolato all'archeologo che effettuò i principali ritrovamenti lungo la foce del Mondego, testimoniano antichi insediamenti umani preistorici. Il museo contiene menhir, steli funerarie, scritte fenicie e resti romani, oltre a sculture, ceramiche, monete e, nel cortile coperto, un'esposizione dedicata alla pesca e alla marineria.
Dopo aver fatto parte degli insediamenti romani e poi arabi della regione, fu per lungo tempo un modesto borgo attorno al convento di Sant'Antonio fino ai primi anni del XVIII secolo quando il traffico portuale aumentò grazie all'insabbiamento del porto concorrente di Aveiro e all'installazione di cantieri navali nel suo territorio che ne favorirono lo sviluppo. Figueira ebbe allora lo statuto comunale con decreto del 1771 del Marchese di Pombal onnipotente ministro del re Giuseppe I e fu costruito un primo Palazzo Comunale sul porto.
Nel 1807 i francesi occuparono il Forte di Santa Catarina ma ne furono cacciati dai cittadini cui si erano aggregati studenti della vicina Coimbra. Un anno dopo sbarcarono sulla sua spiaggia circa diecimila soldati inglesi comandati dal duca di Wellington per combattere con i portoghesi nella "guerra peninsulare" contro le truppe napoleoniche.
Alla seconda metà del XX secolo risale lo sviluppo come centro turistico-balneare della città che si arricchì di un nuovo quartiere di ville: il
Barrio Novo, attorno al Forte di Santa Catarina, e si dotò di una buona attrezzatura alberghiera.
Inoltre nel secolo scorso a Figueira si sono costruiti la diga foranea e il porto commerciale.

## Monumenti
- Buarcos: quartiere antico, insediamento di pescatori con resti di mura medioevali di fronte al quale si stende fino alla foce del Mondego la spiaggia frequentata d'estate dai bagnanti deserta d'inverno e battuta dai venti.
- Casa do Paço: già Palazzo comunale del XVIII secolo, oggi sede di un'associazione di commercianti in cui sono degne di nota delle decorazioni di azulejos di fattura olandese che si dice siano state recuperate da una nave naufragata contro la diga del porto.
- Igreja de la Misericordia: del 1536 rimaneggiata nel XVIII secolo, è ciò che resta dell'antico convento attorno al quale si sviluppò il primo nucleo abitato. Poco distante da questa chiesa c'è il "pelourinho", monumento innalzato nel 1782 per ricordare la concessione dello Statuto comunale.

## Dintorni

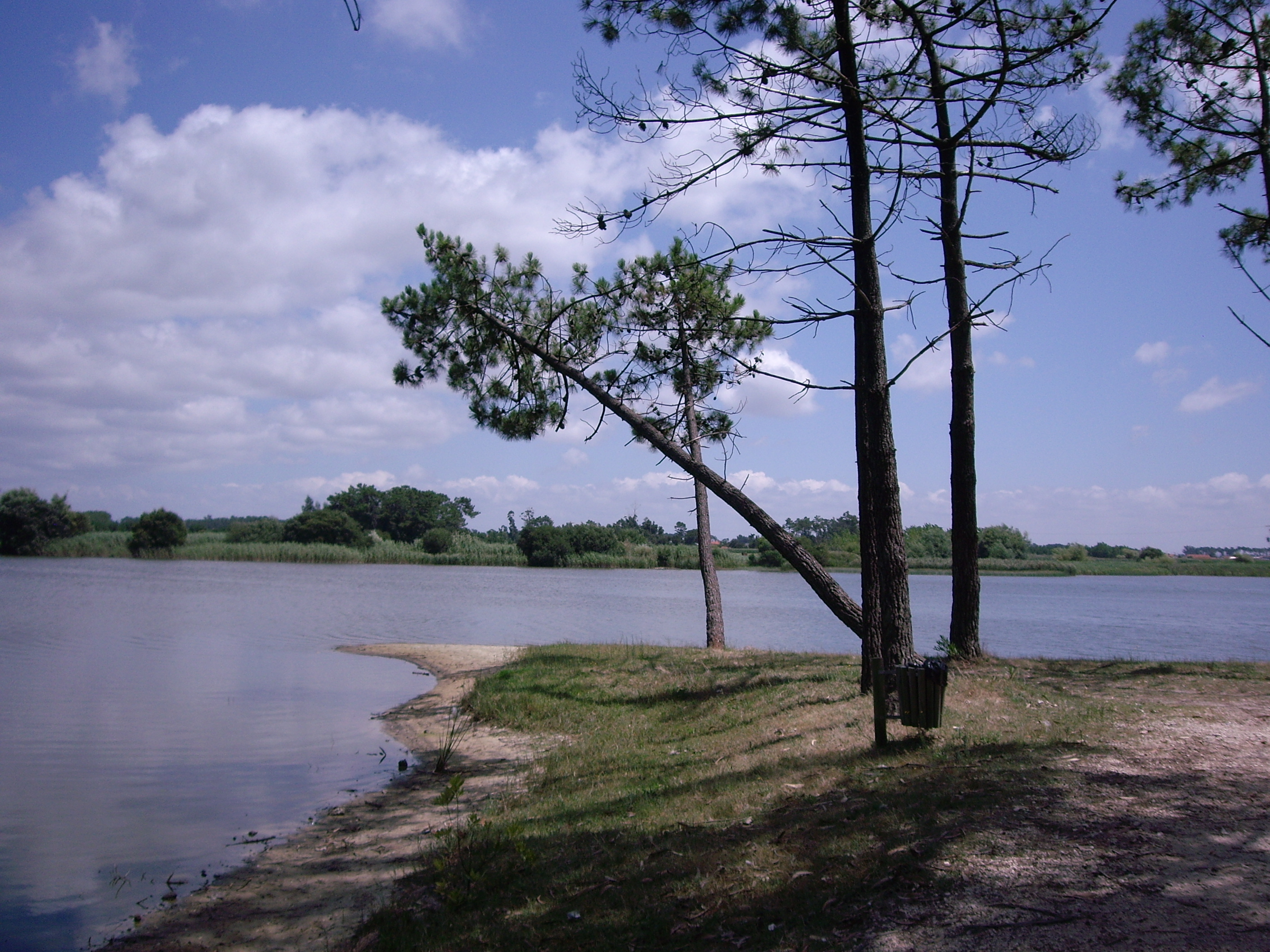
Lagoa da Vela

- Cabo Mondego: a 4 km a nord-ovest, roccione che si affaccia sull'Oceano Atlantico, più avanti sorge il faro.
- Serra da Boa Viagem: è il promontorio verde di pini che si eleva a nord della città.
- Lagune: è la fascia costiera ricca di pinete e lagune: la "Lagoa dos três Braços" e la Lagoa da Vela sono le più grandi.
- Tocha: a 29 km è un borgo agricolo dal quale una strada porta a Praia de Tocha, antico insediamento di pescatori che oggi è un centro balneare ed ha alcuni palheros, case di legno su palafitte vicine alla spiaggia.

## Sport
Vi ha sede l'Associação Naval 1º de Maio, squadra di calcio della seconda divisione portoghese.

## Società

### Evoluzione demografica
| Popolazione di Figueira da Foz (1801 – 2004) | Popolazione di Figueira da Foz (1801 – 2004) | Popolazione di Figueira da Foz (1801 – 2004) | Popolazione di Figueira da Foz (1801 – 2004) | Popolazione di Figueira da Foz (1801 – 2004) | Popolazione di Figueira da Foz (1801 – 2004) | Popolazione di Figueira da Foz (1801 – 2004) | Popolazione di Figueira da Foz (1801 – 2004) | Popolazione di Figueira da Foz (1801 – 2004) |
| -------------------------------------------- | -------------------------------------------- | -------------------------------------------- | -------------------------------------------- | -------------------------------------------- | -------------------------------------------- | -------------------------------------------- | -------------------------------------------- | -------------------------------------------- |
| 1801                                         | 1849                                         | 1900                                         | 1930                                         | 1960                                         | 1981                                         | 1991                                         | 2001                                         | 2004                                         |
| 10281                                        | 8021                                         | 43032                                        | 49590                                        | 57631                                        | 58559                                        | 61555                                        | 62601                                        | 63144                                        |

## Freguesias
- Alhadas
- Alqueidão
- Bom Sucesso
- Buarcos
- Ferreira-a-Nova
- Lavos
- Maiorca
- Marinha das Ondas
- Moinhos da Gândara
- Paião
- Quiaios
- São Pedro
- Tavarede
- Vila Verde